# Henny Deppermann
Henriette „Henny“ Deppermann (* 26. Mai 1860 in Bergedorf; † 20. Juni 1942 in Berlin) war eine deutsche Landschafts- und Vedutenmalerin. Außerdem arbeitete sie als Illustratorin.

## Leben

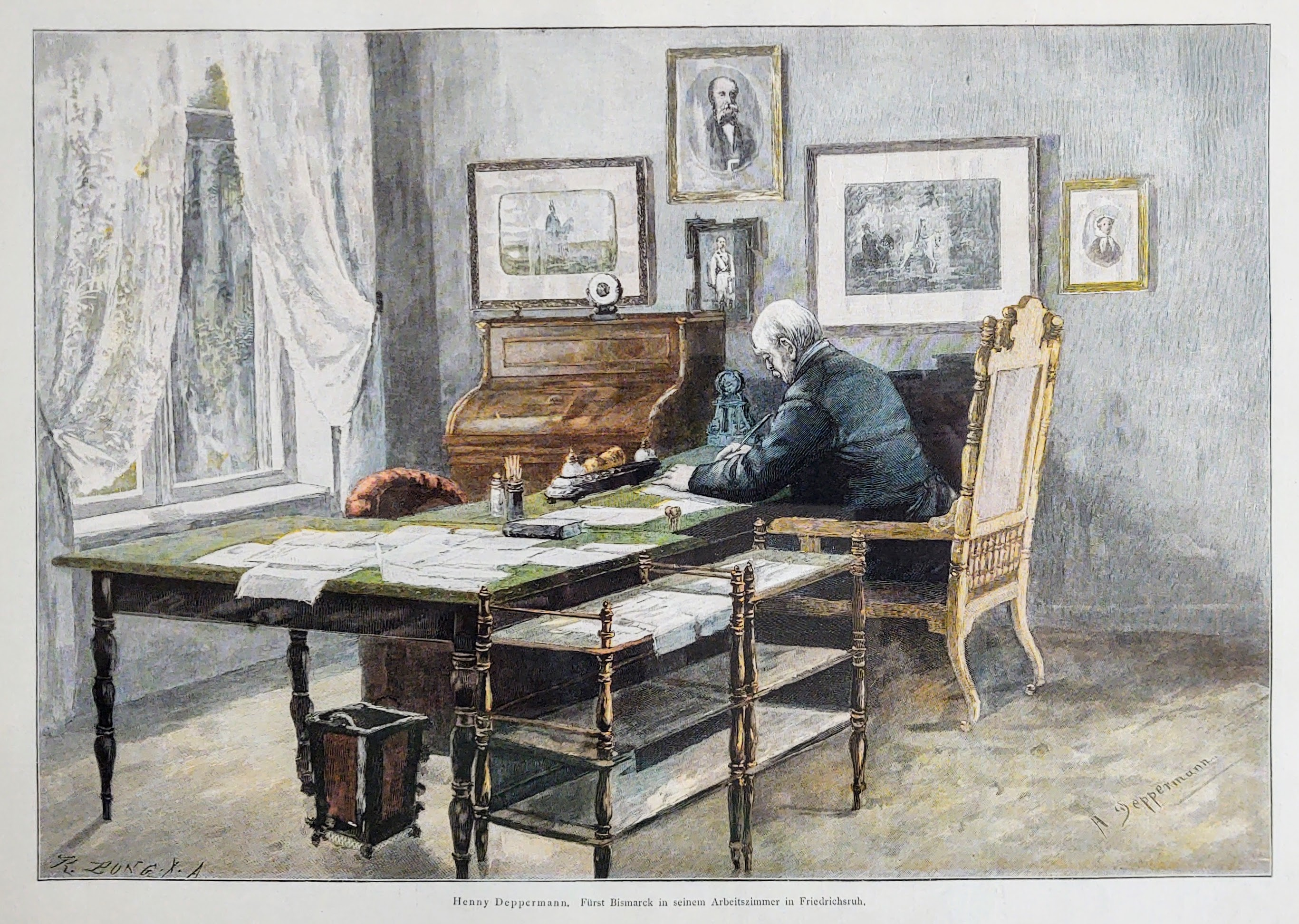
Illustration von Fürst Bismarck in seinem Arbeitszimmer in Friedrichsruh

Deppermann verbrachte ihre Kindheit und frühe Jugend als Tochter von Carl und Maria Katharina Deppermann, geborene Behn, in Bergedorf. Sie studierte zunächst in Hamburg, dann in Berlin, wo sie von 1893 bis 1942 Mitglied des Vereins der Berliner Künstlerinnen und Kunstfreundinnen war, dessen Ausstellungen sie 1893 (Chicago), 1898, 1901 und 1906 beschickte. In Berlin-Schöneberg unterhielt sie ein Atelier, welches sich 1893 in der Nettelbeckstraße 24 befand, wo sie auch Kurse in „Dekorativer Malerei“ gab.
Als Landschaftsmalerin zog es sie immer wieder in die Natur. Dabei entstanden Gemälde auf Hiddensee, Rügen oder im Rheintal bei Bingen. Als Illustratorin zeichnete sie auch Personen des Zeitgeschehens wie Fürst Otto von Bismarck in seinem Arbeitszimmer in Friedrichsruh.

## Werk
Ihr Werk umfasst zunächst naturalistische, später impressionistische Landschaftsbilder, die von einem harmonischen, unaufdringlichen Kolorit und einer sanften, aber dennoch ausdrucksstarken Lichtgebung geprägt sind. Daneben finden sich in ihrem Œuvre klassische Stillleben, technisch dominieren Aquarelle, Entwürfe für Fächer sowie Öl- und Gouachegemälde. Von ihren Zeichnungen wurde die 1894 in „Moderne Kunst“ erschienene Illustration Fürst Bismarck in seinem Arbeitszimmer in Friedrichsruh bekannt.

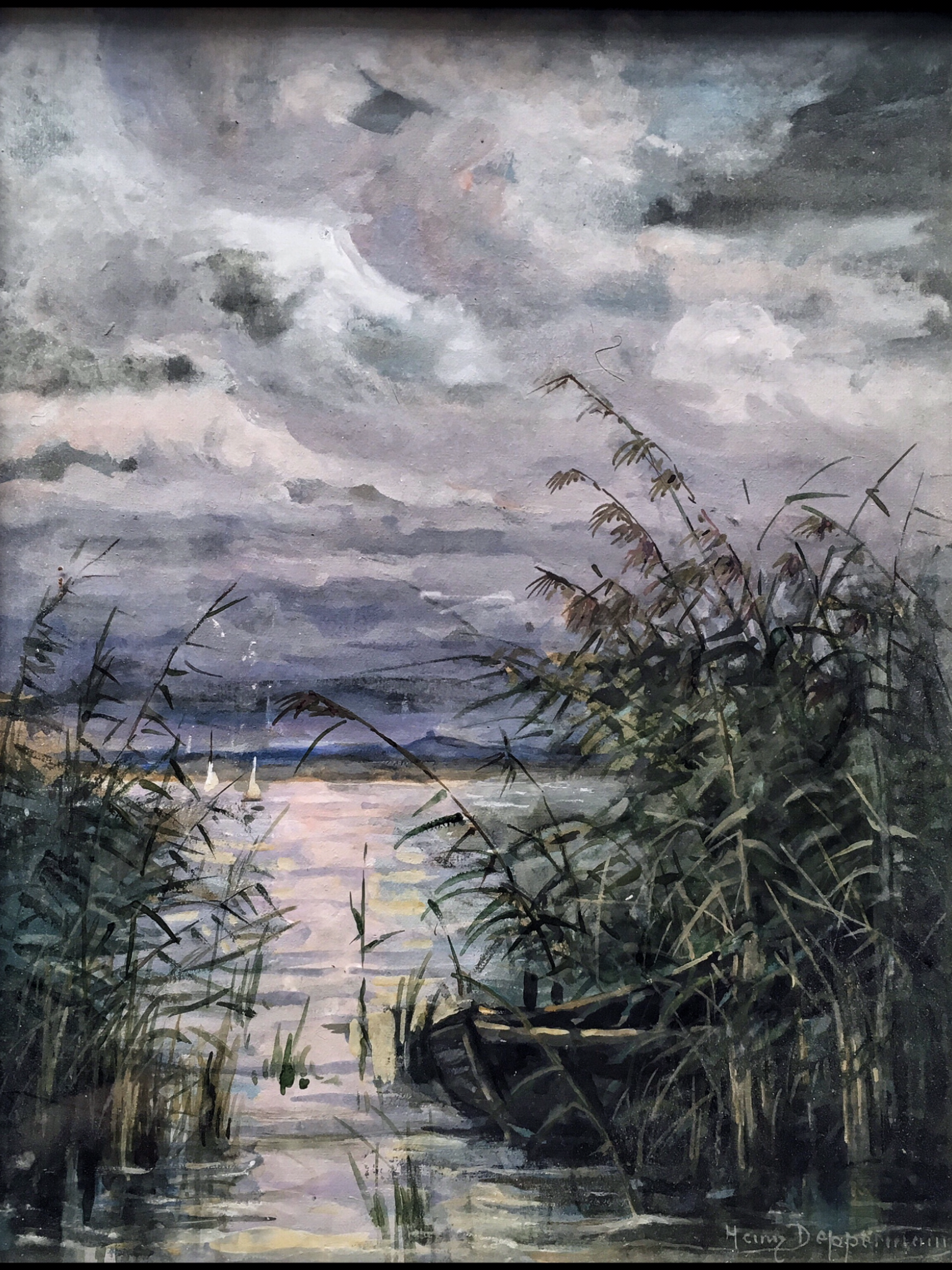
Henny Deppermann: Jamunder See

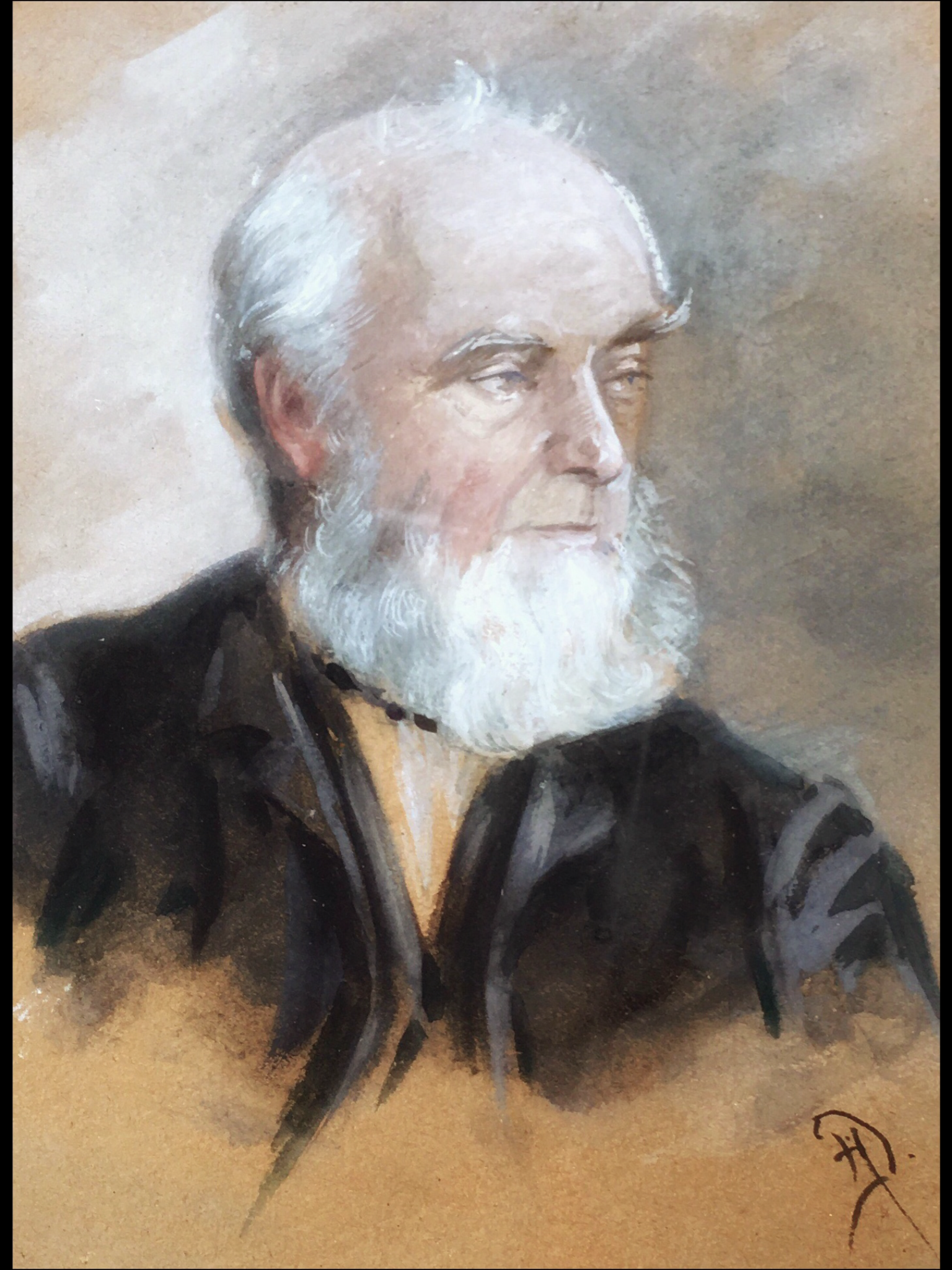
Henny Deppermann: Onkel Behn

Ihre Bilder waren in mehreren Ausstellungen zu sehen.
- 1882, 1898–1901 und 1906 auf der Akademischen Kunstausstellung in Berlin
- 1. bis 28. Februar 1898 auf der Kunstausstellung der Berliner Künstlerinnen und Kunstfreundinnen in dem königlichen Akademiegebäude Unter den Linden 38 zu Berlin mit dem Gemälde „Motiv aus der Villa Julia am Comer-See“
- 1889 und 1900 im Münchner Glaspalast
- 1904 auf der Weltausstellung in St. Louis mit dem Werk „Nixen im Mondschein“ für das sie mit einer Medaille ausgezeichnet wurde[3]
- 1893, 1898, 1901, 1906 in Chicago
- 1894 auf der neunundzwanzigsten Großen Gemälde-Ausstellung des Kunstvereins in Bremen

In Publikationen
- Karl Tanera: Aus drei Weltteilen. Reiseskizzen, Illustriert von Henny Deppermann. Berlin 1898 (gallica.bnf.fr).
- Karl Tanera: Eine Weltreise. Reisebriefe. Illustriert von Henny Deppermann. Leipzig 1903.
- Karl Tanera: Heinz der Brasilianer. Der reiferen deutschen Jugend gewidmet. Mit 8 Bildern nach Zeichnungen von E. Zimmer, H. Deppermann und H. W. Lemme. Leipzig 1904.